# Dentro la città
Dentro la città è un film italiano del 2004, diretto da Andrea Costantini.

## Trama
Il commissario Aldo Chessari viene mandato a dirigere un distaccamento di polizia alla periferia di Roma, una stazione temporanea in una zona calda dove gli vengono affidati pochi mezzi e pochi uomini. Il suo vice, Lorenzo Corsi, un giovane appena uscito dall'Accademia, si scontra con la realtà corrotta e deformata della vita reale. Il piccolo commissariato sembra essere un avamposto di frontiera, una destinazione punitiva dove sono stati assegnati reclute e teste calde. Chessari vorrebbe un dipartimento tranquillo, operazioni di routine, pedinamenti ed intercettazioni e non polveroni che possano intaccare le sue possibilità di avanzamento di carriera. Ma i suoi uomini, un gruppo di cani sciolti, non si fermano di fronte alle regole imposte dal potere arrivando anche al limite della legalità.

## Festival
- Magna Grecia Film Festival: premi al Miglior regista e al Miglior attore (Edoardo Leo e Rolando Ravello)
- Brooklyn International Film Festival: premio al Miglior produttore